# Flight (luftvåben)
 For alternative betydninger, se Flight. (Se også artikler, som begynder med Flight)
En flight er en underinddeling af en eskadrille i et luftvåben, eller flyvetjeneste i hær eller flåde.
I Flyvevåbnet har Eskadrille 721 to forskellige flytyper, derfor er eskadrillen opdelt i Hercules-flighten og Challenger-flighten.
Når en eskadrille ændrer flytype, vil den ene flight opretholde beredskabet med de gamle fly, mens den anden flight bliver operativ på de nye fly.
Hvis der er for få fly til en hel eskadrille, kan disse fly samles i en flight i en anden eskadrille, eller være en flight udenfor eskadrillerne. Senere kan flighten opgraderes til en selvstændig eskadrille.
I januar 1955 oprettede Flyvevåbnet Foto-flighten (FR/PR-flight: Fighter Reconnaissance/Photo Reconnaissance) på Flyvestation Karup med seks (R)F-84G Thunderjet med kameraer i tiptanken, senere modtog de ti specialbyggede RF-84F Thunderflash. I marts 1960 fik Foto-flighten tildelt eskadrillenummeret 729.
Efter forliset med M/S Hans Hedtoft i 1959 fik Søværnet inspektionsskibe med Alouette III-helikoptere om bord. Siden starten i 1962 var helikopterne samlet i Alouette-flighten, der hørte under Flyvevåbnets Eskadrille 722, fordi helikopterflyvning var nyt for Søværnet. I 1977 blev de selvstændige som Søværnets Flyvetjeneste med eskadrillestatus.
Det britiske luftvåben, Royal Air Force, har samlet nogle flyvende veteranfly fra 2. verdenskrig i Battle of Britain Memorial Flight (BBMF).
I Flygvapnet svarer en flygdivision med 8 fly til en flight.

## Flyformationer
Kampfly kan flyve i formationer med to fly, kaldet en rode ((engelsk): pair, (tysk): Rotte, (svensk): rote), med den mest erfarne pilot som rodefører, den anden er wingman. Formationer med fire fly, eventuelt tre, kaldes en sektion ((engelsk): section/finger-four, (tysk): Schwarm, (svensk): grupp). To sektioner kan samles i en flight (også kaldet en halveskadrille), men disse enheder er ad hoc-enheder, samlet til enkeltstående missioner.